# Marta Ptaszyńska
Marta Ptaszyńska (Varsovia, 29 de julio de 1943) es una compositora, percusionista y profesora nacida en Varsovia, Polonia. Es una de las más importantes compositoras de su país y es reconocida en el mundo entero dentro del ámbito de la música contemporánea de concierto. Considerada como una percusionista virtuosa y profesora destacada, ha enseñado composición y percusiones en diversas universidades en Estados Unidos desde su llegada al país americano en 1972.

## Carrera
En su país natal, Ptaszyńska estudió composición con Tadeusz Paciorkiewicz y percusiones con Mikołaj Stasiniewicz y Jerzy Zgodziński en la Academia de Música de Varsovia y en la de Poznań. Para 1968 obtuvo tres títulos de Maestría en Artes con tres distinciones: composición, teoría musical y percusiones. A principios de la década de 1970, salió de su país por primera vez para viajar a Francia y poder continuar sus estudios de composición en París con la gran pedagoga musical Nadia Boulanger. Asimismo, pudo estudiar música electrónica en la ORTF de la capital francesa y tomar clases con Oliver Messiaen.
En 1972 viajó a Estados Unidos para estudiar percusiones en el Instituto de Música de Cleveland donde obtuvo el diploma y el grado de Artista. En dicho Instituto trabajó con Cloyd Duff, Richard Weiner y Donald Erb. Hay que destacar que desde 1970 ha enseñado composición y percusiones, primero, en el State College de Varsovia y posteriormente en las Universidades de California, Santa Barbara e Indiana.

## Premios
Marta Ptaszyńska ha recibido numerosos premios, subvenciones y comisiones a lo largo de su amplia carrera, incluido el segundo premio en la Tribuna Internacional de Compositores de la UNESCO en París en 1968 por su obra Winter’s Tale (1983-84) para orquesta de cuerdas, el Premio Polaco de Compositores de Radio y Televisión por la ópera de televisión Oscar de Alva, basada en un poema de Lord Byron. En 1988 fue honrada con una medalla de la Unión de Compositores. Sus trabajos para instrumentos de percusión han sido aclamados por la crítica en todo el mundo y han recibido premios de la sociedad de Artes de Percusión en los Estados Unidos por Siderals en 1974, por Classical Variations en 1976, y por su conocido Concierto para Marimba y Orquesta en 1987, dedicado a la afamada marimbista japonesa, Keiko Abe.

## Obra
Desde muy pequeña mostró una fascinación natural por el color, tanto visual como auditivamente. Con una capacidad sinestésica, Ptaszyńska ha asociado de forma increíble los colores a los sonidos y viceversa. Pero no solo es esta una de las fuentes creativas de su música. Los motivos de inspiración para la creación de su música son vastos. Temas como el holocausto o la paz entre los hombres figuran en sus obras, así como  el color y las formas propias de pinturas como Paul Gauguin o Moden Duffy, o incluso la poesía de Rainer Maria Rilke, Lord Byron, o del propio Shakespeare, y hasta los materiales y estructuras matemáticas de la naturaleza. Asimismo, su música está cargada de múltiples influencias compositivas propias de su época tales como el aleatorismo, la atonalidad y el sonorismo. En su música podemos encontrar  una constante exploración en el terreno puro del timbre. De la misma manera, su música usa tanto las formas clásicas como el rondó, la cantata, o las variaciones, o bien, las formas menos rígidas como el preludio, la cadenza sola o la improvisación. Ella cree que el compositor debe expresar en sonidos lo más profundo de su alma y no intentar adherirse de forma forzada a algún estilo o escuela.